# Rowley Island
Rowley Island är en ö i Kanada.   Den ligger i territoriet Nunavut, i den nordöstra delen av landet, 2 600 km norr om huvudstaden Ottawa. Ön har en yta på 1 090 km²
Terrängen på Rowley Island är platt. Öns högsta punkt är 52 meter över havet. Den sträcker sig 62,1 kilometer i nord-sydlig riktning, och 47,7 kilometer i öst-västlig riktning.
Trakten runt Rowley Island består i huvudsak av gräsmarker. Trakten runt Rowley Island är nära nog obefolkad, med mindre än två invånare per kvadratkilometer.